# Nancy Wake
Nancy Grace Augusta Wake AC, GM (Wellington, 30 de agosto de 1912 – Londres, 7 de agosto de 2011) serviu como agente britânica da Special Operations Executive (SOE) durante o final da Segunda Guerra Mundial. Ela se tornou uma figura de liderança no grupo Maquis da Resistência Francesa e foi uma das mulheres a serviço dos Aliados mais condecoradas da guerra. Após a queda da França em 1940, se tornou mensageira da Resistência Francesa e mais tarde entrou para a rede de fuga do Capitão Ian Garrow. Por volta de 1943, era a pessoa mais procurada pela Gestapo, sua cabeça valia 5 milhões de francos.
Após sua chegada à Grã-Bretanha, Wake entrou para a Special Operations Executive (SOE). Na noite de 29/30 de abril de 1944, saltou de paraquedas na província de Auvergne, criando uma ligação entre Londres e a resistência local liderada pelo Capitão Henri Tardivat na Floresta de Tronçais. De Abril de 1944 até a liberação da França, seus mais de 7 000 maquisards lutaram contra 22 000 soldados das SS, causando 1 400 baixas, enquanto sofriam apenas 100.

## Infância
Nancy nasceu em Roseneath, um subúrbio de Wellington, em 1912, sendo a mais jovem de seis crianças. Em 1914, sua família se mudou para North Sydney, Austrália. Pouco tempo depois, seu pai, Charles Augustus Wake, retornou para Nova Zelândia, deixando sua mãe Ella Wake (nome de batismo Rosieur; 1874 – 1968) para cuidar das crianças.
Em Sydney, frequentou a North Sydney Household Arts (Home Science) School. Aos 16 anos, fugiu de casa e trabalhou como enfermeira. Com £ 200 que herdou de uma tia, Wake viajou para Nova York e então para Londres, onde se desenvolveu como jornalista. Nos anos 1930, trabalhou em Paris e mais tarde para o jornal Hearst como correspondente europeia. Wake presenciou a ascensão de Adolf Hitler e do Movimento Nazista ao poder e viu “gangues Nazistas espancando aleatoriamente judeus e judias pelas ruas de Vienna”.

## Serviço Militar eSpecial Operations Executive(SOE)
Em 1937, Wake conheceu o abastado industrialista francês Henri Edmond Fiocca (1898 – 1943), com quem se casou em 30 de novembro de 1939. Ela vivia em Marselha, quando a Alemanha invadiu o país. Após a queda da França em 1940, se tornou mensageira da Resistência Francesa e mais tarde entrou para a rede de fuga do Capitão Ian Garrow. Em referência à habilidade de Wake em iludir seus captores, a Gestapo a chamava de The White Mouse. A Resistência exercia prudência em suas missões, sua vida estava em constante perigo, com a Gestapo grampeando seu telefone e interceptando suas cartas.
Em Novembro de 1942, tropas da Wehrmacht ocuparam a parte sul da França depois dos Aliados terem dado inicio à Operação Tocha. Isso deu acesso irrestrito à Gestapo aos documentos do regime Vichy o que tornou a vida de Wake mais perigosa. Por volta de 1943, Wake era a pessoa mais procurada pela Gestapo, sua cabeça valia 5 milhões de francos. Naquele mesmo ano, quando a rede de fuga foi traída, ela decidiu fugir de Marseille. Seu marido, Henri Fiocca, ficou para trás; que mais tarde foi capturado, torturado e executado pela Gestapo.
Wake descreveu suas táticas: 
| “ | Um pozinho e um pouco de bebida e eu passava pelos postos Alemães, piscava e dizia, ‘Vocês querem me revistar?’ Deus, que brilhante sedutora eu era.. | ” |

Wake foi presa em Toulouse, mas foi liberta quatro dias depois. Um conhecido conseguiu solta-la inventando histórias sobre sua suposta infidelidade. Ela obteve sucesso, na sexta tentativa, em cruzar os Pireneus para a Espanha. Até o fim da guerra, ela não sabia da morte de seu marido e subsequentemente se culpou pelo ocorrido.
Após sua chegada à Grã-Bretanha, Wake entrou para a Special Operations Executive (SOE). Vera Atkins, que também trabalhou para a SOE, se lembra dela como “Um verdadeiro mulherão australiano. Tremenda vitalidade, olhos brilhantes. Tudo o que ela fez, ela fez bem.” Relatórios de treinamento relatam que ela era “muito boa e rápida no gatilho” e possuía excelentes habilidades em campo. Wake era conhecida por “envergonhar os homens com sua boa disposição e força de caráter”.
Na noite de 29/30 de Abril de 1944, Wake saltou de paraquedas na província de Auvergne, criando uma ligação entre Londres e a resistência local liderada pelo Capitão Henri Tardivat na Floresta de Tronçais. Ao encontra-la presa em uma árvore, Capitão Tardivat a saudou dizendo “Espero que este ano todas as árvores na França deem frutos lindos como esse.” e ela respondeu “Não me venha com essas besteiras francesas.”. Seus deveres incluíam localizar tropas e equipamentos que foram enviados e gerenciar as finanças do grupo. Wake foi uma peça essencial no recrutamento de novos membros tornando a resistência numa força formidável, aproximadamente 7 500 soldados. Ela também liderou ataques às instalações alemãs e à sede local da Gestapo em Montluçon. Em certo ponto, Wake descobriu que seus homens estavam protegendo uma espiã alemã. Eles não tiveram coragem de mata-la a sangue frio, mas Wake teve. Ela disse depois que isso era uma guerra, e não tinha arrependimentos sobre o incidente.
De abril de 1944 até à liberação da França, seus mais de 7 000 maquisards lutaram contra 22 000 soldados da SS, causando 1 400 baixas, enquanto sofriam apenas 100. Seus companheiros franceses, especialmente Henri Tardivat, elogiaram seu espírito guerreiro, amplamente demonstrado quando Wake matou uma sentinela da SS com as mãos nuas, para impedi-la de acionar o alarme durante um ataque surpresa. Em uma entrevista nos anos 1990, quando perguntada o que aconteceu com a sentinela que a avistou, Wake simplesmente passou o dedo sobre sua garganta. “Eles nos ensinaram esse golpe de karatê com a palma da mão na SOE, e eu o pratiquei muito. Mas essa foi a única vez em que o usei – pow– e matou instantaneamente. Eu fiquei realmente surpresa”".
Em outra ocasião, para substituir os códigos que seu radiotelegrafista fora forçado a destruir em um ataque surpresa alemão, Wake guiou uma bicicleta por mais de 500 quilômetros (310 mi) quilômetros, através de diversos postos de controle alemães. Durante um ataque alemão a outro grupo de resistência, Wake, juntamente a dois oficiais americanos, assumiram o comando de um pelotão cujo líder havia sido morto. Ela ordenou o uso de fogo de supressão, o que facilitou a retirada do grupo sem mais baixas.

## Pós-guerra
Imediatamente após o fim da guerra, Wake recebeu a George Medal, a United States Medal of Freedom, a Médaille de la Résistance e três vezes a Croix de Guerre. Ela descobriu que a Gestapo havia torturado e assassinado seu marido em 1943 por se recusar a dar informações sobre seu paradeiro. Após a guerra, trabalhou em embaixadas britânicas para o Departamento de Inteligência do Ministério da Aeronáutica em Paris e Praga.
Wake foi uma candidata Liberal na eleição federal australiana de 1949 pelo posto de Barton em Sydney, concorrendo com Dr. Herbert Evatt, então Vice-Primeiro-Ministro, Procurador-Geral e Ministro de Relações Exteriores no governo Ben Chifley. Enquanto Chifley perdia seu posto para Robert Menzies, Wake registrou um balanço de 13 por cento contra Evatt, com Evatt mantendo seu posto com 53,2 por cento dos votos. Wake concorreu contra Evatt novamente na eleição federal de 1951. Dessa vez, Evatt era Vice-líder da Oposição. Os resultados foram extremamente próximos. Entretanto, Evatt manteve seu posto com uma margem de menos de 250 votos.  Evatt aumentou sua margem superficialmente nas eleições seguintes antes de ser realocado para o posto de Hunter em 1958.
Wake deixou a Austrália logo após a eleição de 1951 e se mudou de volta para a Inglaterra. Ela trabalhou como oficial de inteligência no departamento do Chefe Adjunto do Ministério da Aeronáutica em Whitehall. Ela se re-alistou em 1957 após se casar com um oficial da RAF, Jhon Forward, em Dezembro daquele ano. Eles voltaram à Austrália no começo dos anos 1960.  Mantendo seu interesse em política, Wake endossou como candidata Liberal na eleição federal de 1966 para o posto de Kingsford Smith em Sydney. Apesar de registrar um balanço de 6.9 por cento contra o atual membro Daniel Curtin, Wake novamente não foi bem sucedida. Por volta de 1985, Wake e Jhon Forward deixaram Sydney para se aposentar em Port Macquarie.
Em 1985, Wake publicou sua autobiografia, The White Mouse. O Livro se tornou um bestseller e foi reimpresso diversas vezes. Após 40 anos de casamento, seu marido Jhon Forward morreu em Port Macquarie em Agosto de 1997; o casal não tinha filhos.
Em 2001, Wake deixou a Austrália pela última vez e emigrou para Londres. Ela se tornou uma residente no Stafford Hotel em St James’ Place, próximo a Piccadilly, antigamente um clube das forças armadas britânicas e americanas durante a guerra. Lá ela foi apresentada ao seu primeiro “drink delicioso” pelo então gerente geral, Louis Burdet. Que também trabalhou para a Resistência em Marseilles. Durante o período da manhã, geralmente era possível encontrar Wake no bar do hotel, tomando seu primeiro gin e tônica do dia. Ela foi recebida no hotel, comemorando seu aniversário de 90 anos lá, onde os donos arcaram com a maior parte dos custos de sua estadia. Em 2003, Wake se mudou para o Royal Star and Garter Home for Disabled Ex-Service Men and Women, em Richmond, Londres, onde permaneceu até seu falecimento.

## Morte
Nancy faleceu na noite do dia 7 de agosto de 2011, aos 98 anos, no Kingston Hospital após dar entrada com uma peritonite. Ela pediu que suas cinzas fossem espalhadas em Montluçon, no centro da França. As cinzas foram espalhadas perto da vila de Verneix, que é próxima a Montluçon, em 11 de Março de 2013.
Seu obituário foi incluído no (e inspirou o título) The Socialite who Killed a Nazi with Her Bare Hands: And 144 Other Fascinating People Who Died this Year, uma coleção de obituários do New York Times publicada em 2012.

## Homenagens
Wake foi nomeada Chevalier (Cavaleiro) da Légion d'Honneur em 1970 e foi promovida a Oficial em 1988.
Inicialmente, ela recusou as ofertas de condecoração da Austrália, dizendo: “Na última vez que me fizeram esta oferta eu disse ao governo que eles podiam ir se ferrar. A coisa é, se eles me derem uma medalha agora, não seria por apreciação, então eu não quero nada com eles”. Até quem em Fevereiro de 2004, Wake se tornou Companheira da Ordem da Austrália.
Em Abril de 2006, foi condecorada com a RSA Badge in Gold, a maior homenagem da Royal New Zealand Returned and Services’ Association’s. As medalhas de Wake estão em exposição na Galeria de Segunda Guerra Mundial do Australian War Memorial Museum em Canberra.
Em 3 de Junho de 2010, um monumento homenageando Wake foi erguido em Oriental Parade, subúrbio da capital Wellington, próximo ao local de seu nascimento.

### Lista de Condecorações
| Medalha                                   | Autoridade Emissora       | Descrição                           | Data do recebimento     | Notas/citação |
| ----------------------------------------- | ------------------------- | ----------------------------------- | ----------------------- | --- |
| Ribbon of the AC                          | Commonwealth of Australia | Companion of the Order of Australia | 22 de Fevereiro de 2004 | O prêmio reconhece a significativa contribuição e empenho de Nancy Wake, decorrente de suas ações em tempo de guerra, no sentido de incentivar a apreciação da comunidade e compreensão dos últimos sacrifícios feitos por homens e mulheres australianas em tempos de conflito, e de um legado duradouro da paz. |
| Ribbon of the GM                          | Reino Unido               | George Medal                        | 17 de Julho de 1945     | FANY: Operações especiais na França |
| Ribbon of the 1939–1945 Star              | Commonwealth of Nations   | 1939–1945 Star                      |                         | [ 31 ] |
| Ribbon of the France & Germany Star       | Commonwealth of Nations   | France and Germany Star             |                         | [ 32 ] |
| Ribbon of the Defence Medal               | Reino Unido               | Defence Medal                       |                         | [ 32 ] |
| Ribbon of the War Medal                   | Reino Unido               | War Medal 1939–1945                 |                         | [ 32 ] |
| Ribbon of the Legion of Honor – Chevalier | Republica Francesa        | Chevalier de la Légion d'Honneur    | 1970                    | [ 33 ] |
| Ribbon of the Legion of Honor – Officier  | Republica Francesa        | Officier de la Légion d'Honneur     | 1988                    | [ 33 ] |
| Ribbon de la croix de guerre              | Republica Francesa        | Croix de Guerre                     |                         | com duas Palmas e uma Estrela |
| Ribbon of the PMOF                        | Estados Unidos da América | Medal of Freedom                    |                         | com uma Palma de Bronze. (Apenas 987 receberam a Palma de Bronze durante a Segunda Guerra Mundial) |
| Ribbon de la Médaille de la Résistance    | Republica Francesa        | Médaille de la Résistance           |                         | [ 37 ] |
|                                           | Nova Zelândia             | Badge In Gold                       | 15 de Novembro de 2006  | Royal New Zealand Returned and Services' Association |

## Biografias
Em 1956, o escritor australiano Russel Braddon escreveu Nancy Wake: The Story of a Very Brave Woman(ISBN 978 0 7524 5485 6).
Nancy Wake escreveu seu relato (publicado primeiramente em 1985) com o título The White Mouse (ISBN 0725107553).
Em 2001, o escritor australiano Peter FitzSimons escreveu Nancy Wake, A Biography of Our Greatest War Heroine (ISBN 0 7322 6919 9), um best-seller abrangente sobre a vida de Wake.
Em 2011, o escritor alemão Michael Jürgs escreveu Codename Hélène: Churchills Geheimagentin Nancy Wake und ihr Kampf gegen die Gestapo in Frankreich. (traduzido: Codename Hélène: Churchill's secret agent Nancy Wake and her fight against the Gestapo in France). O livro foi publicado em Outubro de 2012.

## Representações
Temporadas um e dois da série televisiva britânica de 1980, Wish Me Luck , foram baseadas nos esforços de Wake e muitos dos diálogos copiados de sua autobiografia.
A história de Wake foi contada num filme de 1987, Nancy Wake, lançado como True Colors nos Estados Unidos. Ela foi interpretada pela atriz australiana Noni Hazlehurst. Wake criticou a maneira como o filme a retratou, por exemplo, preparando o café da manhã para os homens ou se envolvendo amorosamente com outro membro da Resistência.
O romance de 1999, Charlotte Gray, do autor Sebastian Faulks foi baseado nos esforços de guerra de Wake, assim como nos de Pearl Cornioley, uma agente do serviço secreto britânico.
Wake foi destaque em um artigo de 2012 da revista Military Officer.
Rachael Blampied interpretou Nancy Wake no docu-drama da TVNZ, Nancy Wake: The White Mouse.

## Ligações Externas
- Biography
- 1997 Interview with Nancy Wake
- NZ Edge
- Australian War Memorial Biography
- Australian National Archives Photos of Nancy Wake